# Run to You (canção de Bryan Adams)
"Run to You" é uma canção escrita por Bryan Adams e Jim Vallance, gravada pelo cantor Bryan Adams.
É o primeiro single do álbum Reckless. Tornou-se numa das músicas de maior sucesso do álbum e uma das mais reconhecidas e populares do cantor.

## Desempenho nas paradas musicais
| Parada musical (1984)                   | Melhor posição |
| --------------------------------------- | -------------- |
| Canadá - Canada RPM Top 100 Singles     | 12             |
| Países Baixos - MegaCharts              | 14             |
| Nova Zelândia - RIANZ                   | 14             |
| Irlanda - IRMA                          | 8              |
| Reino Unido - UK Singles Chart          | 11             |
| Estados Unidos - Billboard Hot 100      | 6              |
| Estados Unidos - Mainstream Rock Tracks | 1              |